# 川俣ダム
川俣ダム（かわまたダム）は、栃木県日光市川俣字鬼怒泊地先、利根川水系鬼怒川の本川最上流部に建設されたダムである。鬼怒川上流ダム群の一つ。

## 沿革
利根川水系最大の支流である鬼怒川は、流路延長が170.0kmと那珂川よりも長く、流域面積も1,776平方キロメートルと栃木県のほぼ全域を網羅している。古来より水害の頻発していた鬼怒川流域の河川開発は、1938年（昭和13年）の旧内務省による「河水統制事業」で初の対象河川に指定された事に始まるが、既に支流の男鹿川には1931年（昭和6年）より治水ダム計画がスタートしていた。鬼怒川本川では1912年（大正2年）に既に発電用ダムとして日本初のコンクリートダムである黒部ダムが完成されており、電源開発は既に始められていた。その後日本発送電によって現ダムサイトに発電用ダムを建設するための予備調査が実施されたが、戦争の激化により中止となった。
戦後カスリーン台風による大災害を契機に建設省（現国土交通省関東地方整備局）は「利根川改訂改修計画」を1949年（昭和24年）策定し、利根川水系の総合開発を図るために1952年（昭和27年）利根川上流ダム群計画を群馬県下の利根川水系で展開した。一方鬼怒川筋では戦前の「鬼怒川河水統制事業」を引き継ぐ形で五十里ダム建設を再開。発展させる形で鬼怒川本川における特定多目的ダム建設が求められ、1957年（昭和32年）に建設が計画され、9年の歳月を掛け1966年（昭和41年）に完成した。
2017年からはダム周辺部の大規模な補強工事が始まり、90mと70mの大型足場が組まれ話題となった。
型式はアーチ式コンクリートダムで、ダムの高さは117.0m。洪水調節・不特定利水（鬼怒川沿岸の既得農業用水確保）・発電を目的としている。現在は国土交通省鬼怒川ダム統合管理事務所によって、川治ダム・五十里ダムと共に総合的に管理されている。

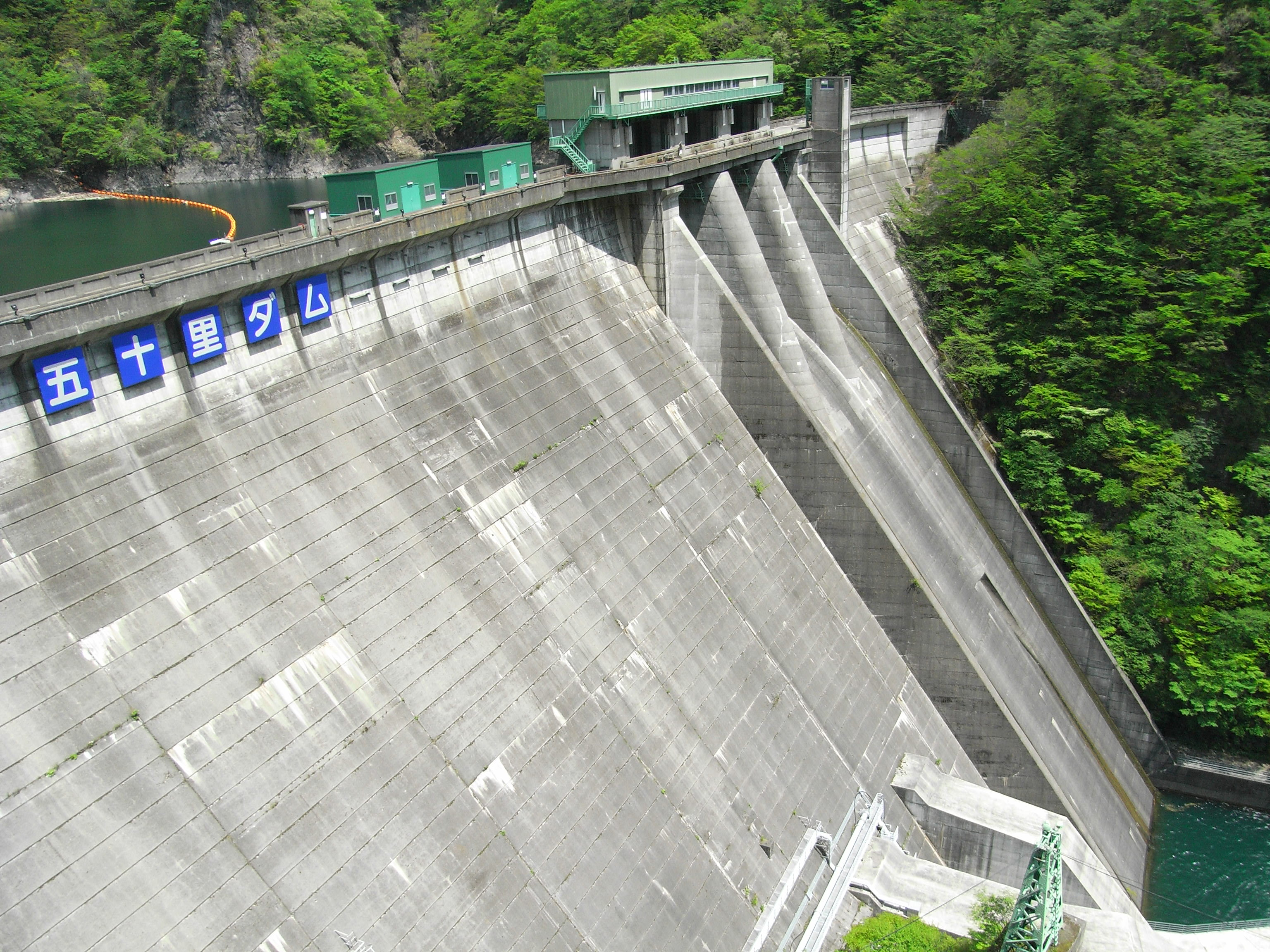
五十里ダム
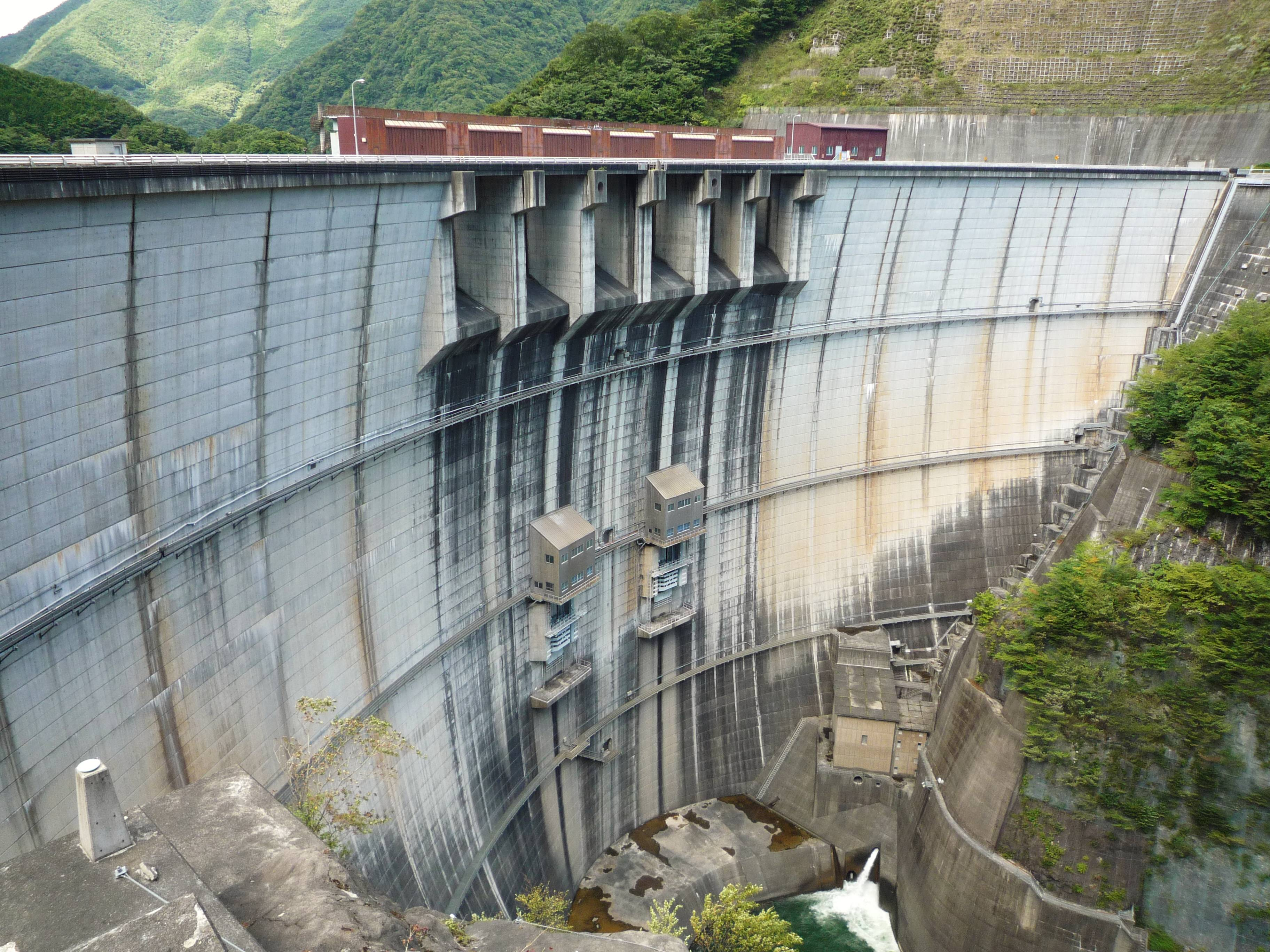
川治ダム

## 環境再生と観光整備
ダムは鬼怒川が形成した瀬戸合峡に建設されたが、完成後は水が涸れてしまう状態が続いていた。だが、近年に河川流量維持のために河川維持放流が行われるようになり、清流が復活した。さらに、ダム周辺の整備も行われ、ダム直下の岩山部分に遊歩道を設置して展望台とし、関係者以外立ち入り禁止であった吊り橋も改築・補強し「瀬戸合峡渡らっしゃい吊橋」と名付け、一般に開放した。吊橋からは瀬戸合峡の深い渓谷とダム堤体を望むことができる。
ダムによってできた人造湖は「川俣湖」と呼ばれ、湖畔にある川俣湖温泉はダム建設に伴って新たに掘り当てられたという珍しいものである。川俣湖よりさらに上流に進むと、高山植物が咲き乱れる美しい鬼怒沼がある。2006年（平成18年）5月、川俣ダムの非常用洪水吐きのゲート点検を行うために、完成以来使われることのなかった6門のゲートのうち中央部2門を開放して放流を行った。1日限りしか見られない落差117.0mの「幻」の滝とあって、この日は大勢の観光客で賑わい、新聞やテレビ等でも報道された。

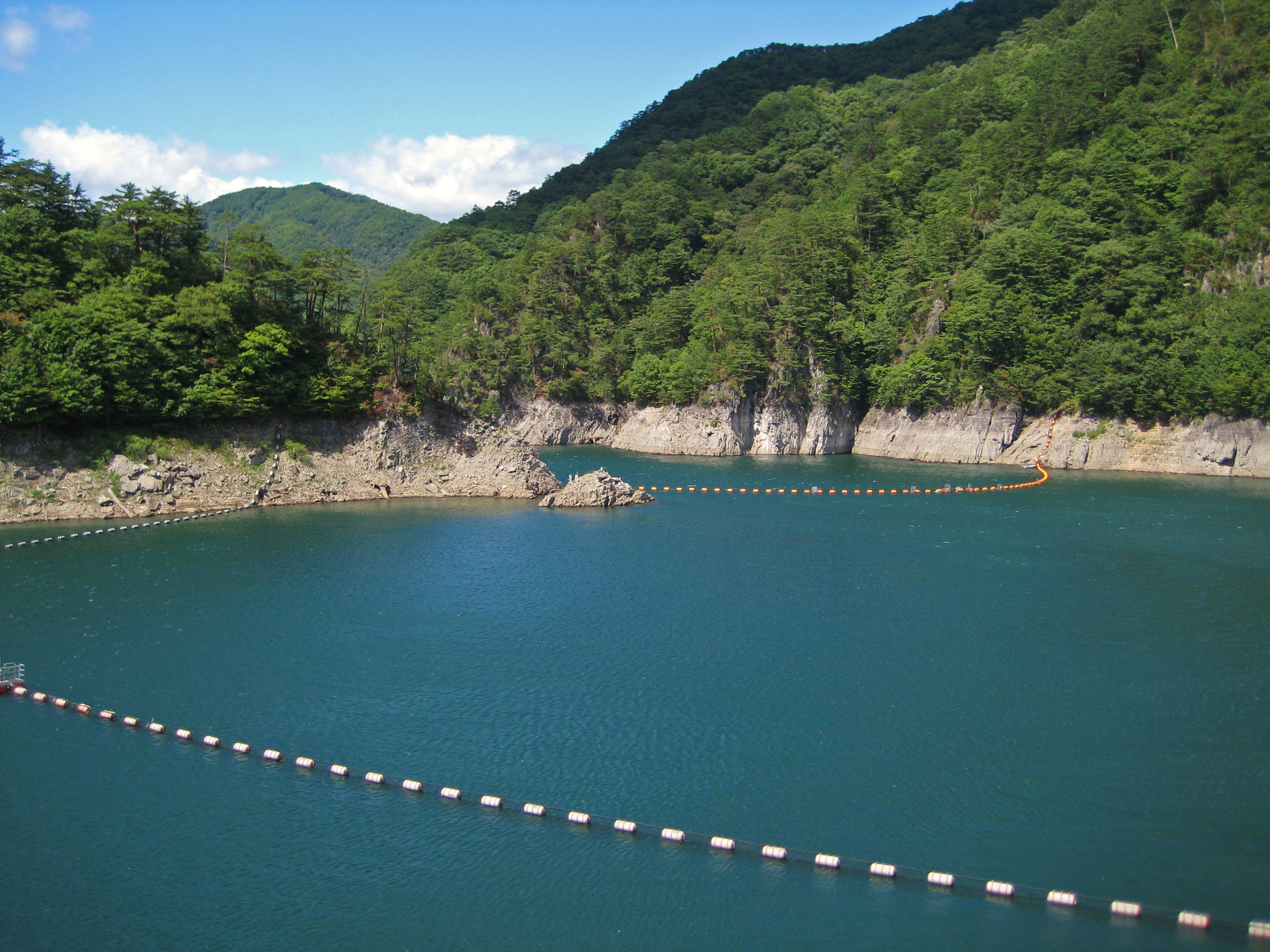
川俣湖
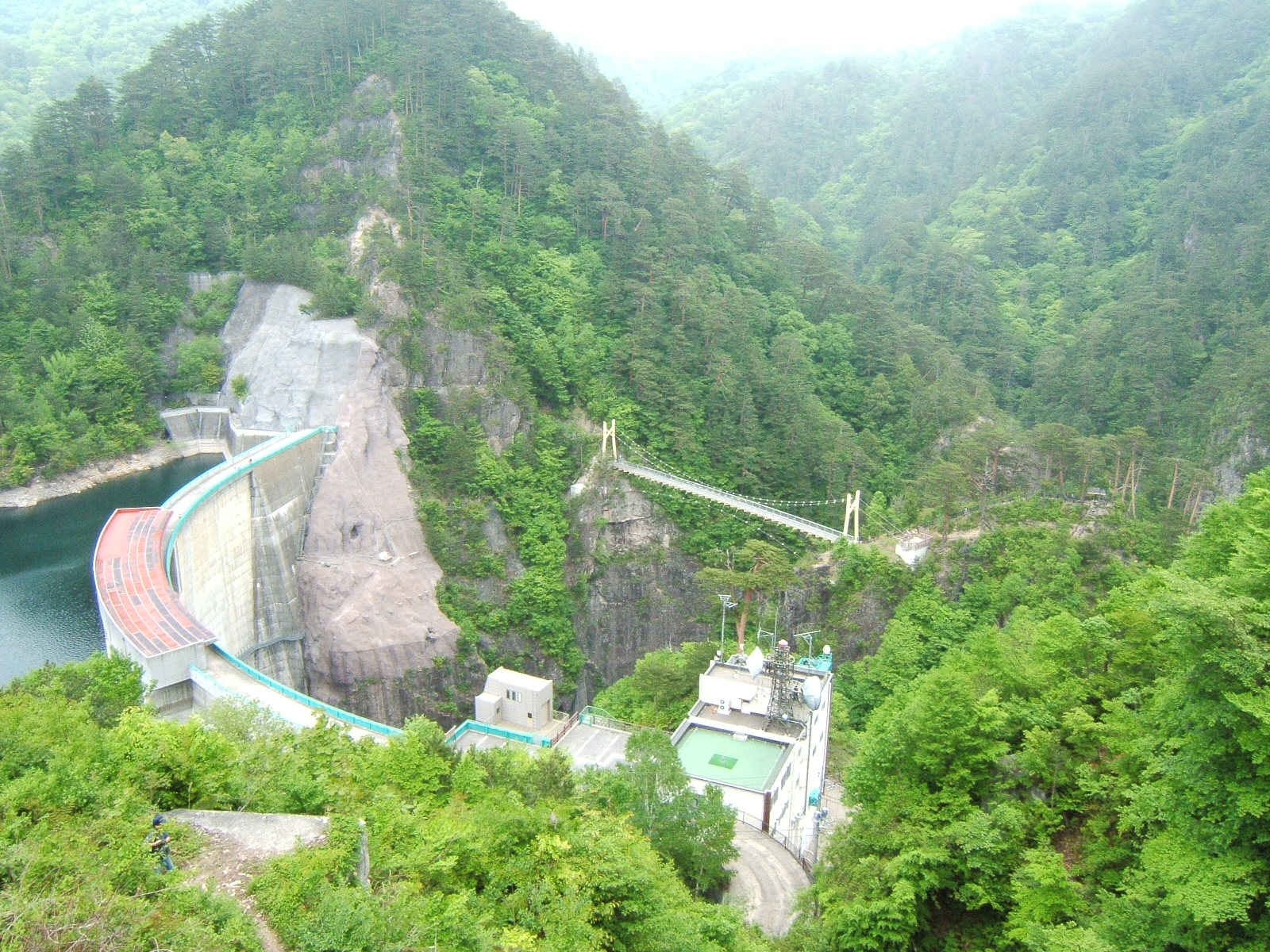
川俣ダムと瀬戸合峡渡らっしゃい吊橋
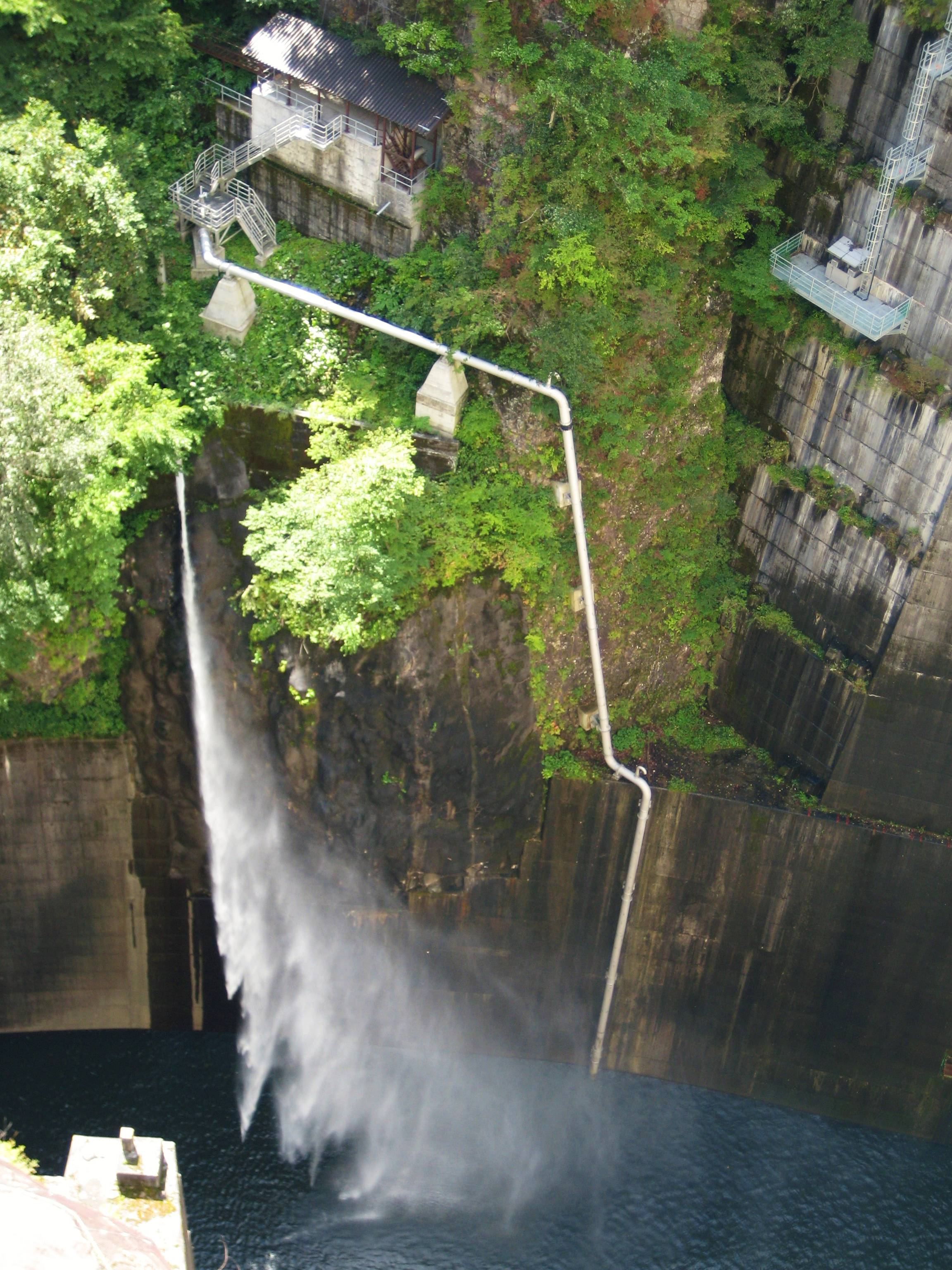
河川維持放流
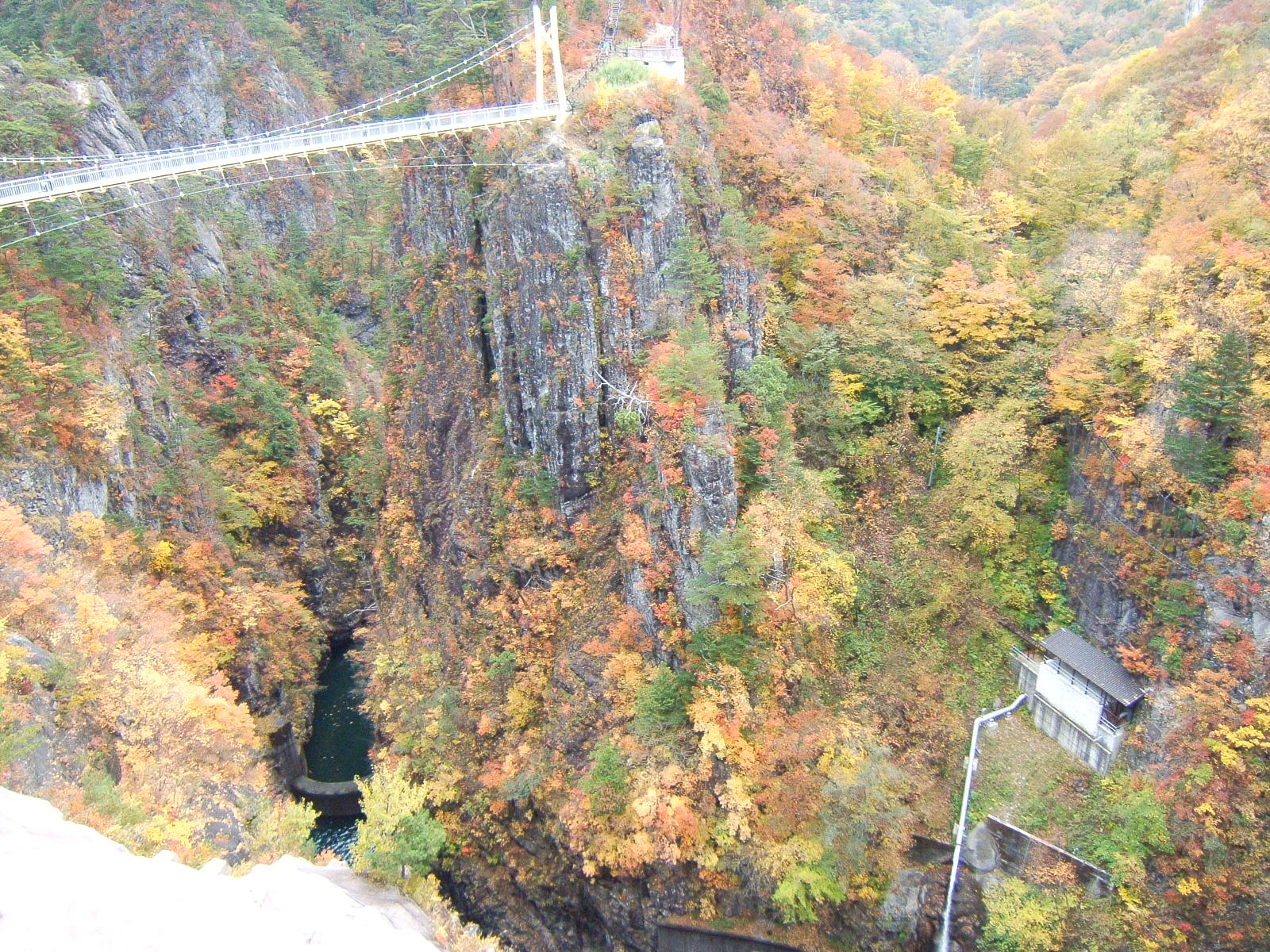
川俣ダムの天端から見た瀬戸合峡